# Електронний словник
Електрóнний словн́ик — комп'ютерна база даних, що містить особливим чином закодовані словникові статті, що дають змогу здійснювати швидкий пошук потрібних слів, часто з урахуванням морфологічних форм і з можливістю пошуку словосполучень (прикладів вживання), а також з можливістю зміни напряму перекладу (наприклад, українсько-російський або російсько-український). В Інтернеті розміщено багато різноманітних словників. Доступ до деяких з них можна отримати з головної сторінки сайта Словопедія.

## Словник Лінгво

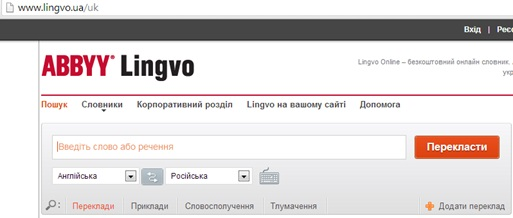
Головна сторінка он-лайн словника Лінгво.

Автором Лінгво є російська компанія ABBYY. До речі, у перекладі з есперанто «lingvo» означає «мова». За своєю структурою сервіс Лінгво практично ідентичний паперовим словникам: для кожного слова дається кілька перекладів і контекстні приклади використання слова. Безумовною зручністю є наявність цілого набору словників на різні теми, які об'єднані у рамках одного сервісу. Інтернет-Версія електронного словника Лінгво здійснює переклад на російську з англійської, німецької, французької, італійської та іспанської мов і назад, а також містить 13 тематичних словників, активувати які можна, натиснувши кнопку «вибрати словник» та поставивши прапорець напроти потрібного словника. На сайті також представлена послуга «віртуальна клавіатура», що знаходиться в правому нижньому куті під рядком вводу слова, яка дає можливість працювати використовуючи лише мишу комп'ютера. Крім електронного он-лайнового словника на сайті представлений сервіс перекладу текстів та Web- сторінок, а також інформація про компанію, її продукти та форум для користувачів сервісів ABBYY Лінгво.

## Словник МультиЛекс
Словник розроблений компанією Медиалингва. В основу електронних словників закладені словникові бази популярних книжкових видань. Онлайн-словник МультиЛекс містить більш ніж 40 загальних, тематичних та тлумачних словників. Інтернет версія електронного словника здійснює переклад на російську з англійської, французької, німецької, італійської, португальської, іспанської, узбецької.
Виконуючи переклад текстів будь-якої складності, використовуються докладні та актуальні статті онлайн-словника МультиЛекс, що містять детальні тлумачення слів, транскрипцію та приклади вживання. Для перекладу спеціалізованої лексики до складу МультиЛексу входять тематичні онлайн-словники багатьох галузей, таких як: будівництво, економіка, банківська справа, інформатика, право, техніка, медицина та  інших.